# Бял орикс
Белият орикс (Oryx leucoryx), наричан още арабски орикс, е чифтокопитен бозайник от семейство Кухороги. Той е най-малкият и рядко срещан орикс.

## Физическа характеристика
- Дължина на тялото: 160 cm
- Височина при холката (рамото): 81 – 102 cm
- Тегло: 65 – 75 кг

Опашката е дълга 45 – 60 cm, рогата му достигат до 68 cm

## Разпространение и местообитание
В миналото е бил разпространен в по-голямата част от Арабския полуостров, полуостров Синай, Израел, Йордания и Ирак. Реинтродуциран е в Оман, Саудитска Арабия, Израел и Йордания.
Среща се в степи, полупустини и пустини, като предпочита чакълести територии и покрайнини на пясъчни пустини.

## Начин на живот
Живее на стада, наброяващи до 15 индивида, водени от зрял мъжкар. Водачите създават територии при подходящи условия. Мъжките без харем водят самостоятелен живот.
Понякога изминава хиляди километри за да намери храна. Храни се главно с тревни растения, също така с пъпки, плодове и корени. Може да издържи седмици без вода.
Продължителността на живота му достига 20 години.

## Размножаване
Полигамно животно. Размножава се по всяко време на годината. Бременността продължава 8,5 – 9 месеца. Малките се отбиват след 3,5 месеца. Достигат полова зрялост на 1,5 – 2 години.

## Природозащитен статут
- IUCN Red List (Червен списък на застрашените видове) - EN (Застрашен)[4]

Спасен е от изчезване благодарение на развъждане в плен. Последните диви бели орикси вероятно са убити през 1972 г. През 1950-те в Саудитска Арабия са положени първите усилия да бъдат създадени стада в изкуствена среда. През 1962 г. няколко орикса са пренесени в САЩ, за да бъдат размножавани при по-добри условия в Зоопарка на Финикс (Аризона). Успешната реинтродукция започва в Оман през 1982 г., където са освободени 3000 орикса, родени в плен в Северна Америка. Скоро там бракониерството се превръща в сериозен проблем и до 1996 г. реинтродуцираната популация намалява на 130 животни. Търсенето на орикси в региона е голям природозащитен проблем.

## Значение за хората
Ловуван е до ръба на изчезването заради месото, кожата и рогата.